# Khouzestan Oxin Steel Company
Die Khouzestan Oxin Steel Company (persisch شرکت فولاد اکسین خوزستان) ist ein iranisches Stahlunternehmen, das verschiedene Arten von Stahlblechen zur Herstellung von Lagertanks für Erdölderivat und andere Stahlprodukte produziert. Oxin Steel wurde 2005 gegründet und begann 2009 mit der Massenproduktion. Derzeit beträgt die Produktionskapazität des Unternehmens eine Million Tonnen Stahlprodukte pro Jahr. Der Hauptsitz und das Produktionswerk des Unternehmens befinden sich in Ahvaz. Von 2009 bis 2021 betrug die Jahresproduktion des Unternehmens etwa 700.000 Tonnen, während die angegebene Kapazität eine Million und 50 Tausend Tonnen beträgt.

## Geschichte
Als Reaktion auf den Bedarf und die Vervollständigung der Lieferkette für Branchen, die breite Stahlbleche und Wärmebehandlungsverfahren wie Öl, Gas, Petrochemie, Schiffbau und Maschinenbau sowie zur Deckung des Bedarfs an strategischen Industrieprodukten des Iran benötigen, wurde 2005 die Khuzestan Oxin Stahl AG gegründet. Das Unternehmen begann 2009 mit der Massenproduktion. Nach der Gründung von 2005 bis 2008 fanden die Installationsarbeiten für die Anlage statt. 2009 wurde das Werk in Betrieb genommen und begann mit der Produktion, 2010 startete die Massenproduktion. 2012 überstieg die Produktion die Schwelle von 600 Tausend Tonnen. Auch 2013 nahm es Wärmebehandlungsöfen und die Produktion von Spezialprodukten in Betrieb und wurde von der iranischen Organisation für Normung und Industrielle Forschung als führendes Stahlunternehmen des Landes ausgezeichnet. Organisationswerte, Qualitätsfokus, Teamwork, Leistungsorientierung, Kundenorientierung, kontinuierliche Verbesserung und soziale Verantwortung gelten als organisationsbezogene Werte dieses Unternehmens.

## Produkte
53 % der von diesem Unternehmen hergestellten Produkte werden für Öl- und Gasfernleitungen verwendet, mehr als 30 % stehen in Zusammenhang mit Unternehmen zur Herstellung von Druckbehältern und Tanks für die Öl- und Gaslagerung und etwa 10 % werden im Bausektor eingesetzt. Die Nennkapazität der Oxin Steel Company beträgt eine Million und 50 Tausend Tonnen pro Jahr. Die angegebene Nennproduktion von Blechen in diesem Unternehmen beträgt 1.050 Tausend Tonnen pro Jahr, von denen etwa 210 Tausend Tonnen über die Möglichkeit der Wärmebehandlung verfügen. Der in diesem Unternehmen verbrauchte Rohstoff ist Stahlcoils, die von Stranggießanlagen geliefert werden. Die Abmessungen dieser Stahlcoils betragen 110 bis 130 Millimeter in der Dicke, 1200 bis 2200 Millimeter in der Breite und 3000 bis 4500 Millimeter in der Länge.